# Kosmos 245
O Kosmos 245 (em russo: Космос 245) também denominado DS-P1-Yu Nº 16, foi um satélite artificial soviético lançado ao espaço com sucesso no dia 3 de outubro de 1968 através de um foguete Kosmos-2I a partir do Cosmódromo de Plesetsk.

## Características
O Kosmos 245 foi o décimo sexto membro da série de satélites DS-P1-Yu e o décimo quinto lançado com sucesso após o fracasso do lançamento do segundo membro da série. Sua missão era auxiliar sistemas antissatélites e antimíssil soviéticos.
O Kosmos 245 foi injetado em uma órbita inicial de 509 km de apogeu e 282 km de perigeu, com uma inclinação orbital de 71 graus e um período de 92,1 minutos. Reentrou na atmosfera terrestre em 15 de janeiro de 1969.